# Ручни клин
Ручни клин (бифас или бифацијално оруђе односно оружје) је артефакт који је коришћен од праисторијског периода. Добијао се двостраним (бифацијалним) окрасивањем облутака или комада сировине.
Типичан је првенствно за старији палеолит – за ашелску културу али се јавља и касније у средње палеолитским индустријама (у мустеријену).
Старији ашел (преашел или абвилијен) обележавају масивни ручни клинови са базом која је често под кортексом и са неправилном цик-цак сечицом.
У млађем ашелу, захваљујући употреби меког перкутера у финалној фази дораде, типични фино израђени симетрични ручни клин овалне, срцолике, копљасте и троугаоне форме са стањеном базом без кортекса и правом радном ивицом.
Ручни клинови су вероватно биле вишенаменске алатке за копање корења и луковица али и да служе као ножеви и пострушке за сечење меса, касапљење уловљеног плена и за друге активности.

## Бифацијални нож
Бифацијални нож са хептом је асиметрични, бифацијално окресани нож или пострушка, формиран на дебелом одбитку или пљоснатом облутку. Једна од дужих ивица представља сечиво, док ивица наспрам ње није ретуширана. Јавља се у микокијену у централној и источној Европи. Познати су ножеви типа Бокштајн и Прадник.